# كأس نهرو
كأس نهرو هي بطولة كرة قدم دولية ينظمها اتحاد الهند لكرة القدم. تم إطلاقها في عام 1982، ولكن لم تلعب من عام 1998 إلى عام 2006. بعد أن فاز العراق بالكأس في عام 1997، تم إعادة إحيائها في عام 2007 قبل أن يتم احتفاؤه رسميا في عام 2012 وتم استبداله في عام 2017.

## الغياب والاحياء والاستبدال
تم تأجيل البطولة بعد عام 1997 بسبب نقص الرعاية وغيرها من الأسباب. تم إحياؤها في عام 2007 ويرجع ذلك أساسا إلى الإقناع من قبل المدرب السابق لفريق كرة القدم الهندي بوب هوتون. لا يمكن استعادة الكأس الأصلية من العراق، وتم تصميم كأس جديد. كانت البطولة التي عقدت خلال عام 2007 تسمى كأس نهرو، تقديراً لرعايتها من شركة النفط والغاز الطبيعي. أقيمت بطولة كأس نهرو للعام 2007 في الفترة من 17 إلى 29 أغسطس 2007 مع سوريا وقيرغيزستان والهند وكمبوديا وبنغلاديش كدول مشاركة حيث فازت الهند بلقبها الأول بعد استضافتها على مدار العقدين الأخيرين من هزيمة سوريا في المرتبة الأعلى بكثير في النهائي من قبل 1-0 ، على هدف سجله إن بي براديب في الدقيقة 44 على تمريرة خلفية من بايتشونغ بوتيا. أقيمت كأس نهرو 2009 في نيودلهي في الفترة من 19 أغسطس إلى 31 أغسطس 2009. بعد إلغاء مشاركة فلسطين من قبل الاتحاد الدولي لكرة القدم، تم تغيير البطولة إلى شكل دائري يضم خمسة فرق يلعب كل منهم الآخر ويحتل الصدارة بين الفريقين نهائي. هزمت الهند سوريا 5-4 بركلات الترجيح بعد تعادله 1-1 في المباراة النهائية في 31 أغسطس 2009. كان كأس نهرو 2012 هو الإصدار الخامس عشر من كأس نهرو وكأس نهرو الثالث منذ إحيائه في عام 2007. تم عقده في الفترة من 22 أغسطس إلى 2 سبتمبر. تم استضافة البطولة في نيودلهي، الهند. شارك ما مجموعه 5 فرق في البطولة من خلال دعوة من اتحاد عموم الهند لكرة القدم. حدثت المباراة النهائية بين الهند والكاميرون ب وفازت الهند بالمباراة بضربات الترجيح 5-4 بعد انتهاء المباراة 2-2 بعد 120 دقيقة من اللعب. تم تعليق الأمل في الحصول على دورة أخرى في عام 2014 في أغسطس 2014 نظرًا لعدم تمكن الصندوق من الاستثمار في رأس المال. كشف اتحاد الهند لكرة القدم في 17 مايو 2016 أنه يخطط لاستبدال كأس نهرو بكأس أبطال جديد.

## النتائج
| السنة | المدينة المضيفة         | المباراة النهائية    | المباراة النهائية | المباراة النهائية    | مباراة المركز الثالث | مباراة المركز الثالث | مباراة المركز الثالث |
| السنة | المدينة المضيفة         | البطل                | النتيجة           | الوصيف               | الثالث               | النتيجة              | الرابع               |
| ----- | ----------------------- | -------------------- | ----------------- | -------------------- | -------------------- | -------------------- | -------------------- |
| 1982  | كلكتا، الهند            | الأوروغواي           | 2 – 0             | الصين                | كوريا الجنوبية       | د/ر                  | إيطاليا 23–          |
| 1983  | كوتشي، الهند            | المجر 23–            | 2 – 1             | الصين                | الكاميرون            | لا مباراة مركز ثالث  | رومانيا              |
| 1984  | كلكتا، الهند            | بولندا               | 1 – 0             | الصين                | الأرجنتين            | د/ر                  | نادي فاساس           |
| 1985  | كوتشي، الهند            | الاتحاد السوفيتي     | 2 – 1             | يوغوسلافيا           | المغرب               | لا مباراة مركز ثالث  | كوريا الجنوبية       |
| 1986  | ثيروفانانثابورام، الهند | الاتحاد السوفيتي 23– | 1 – 0             | الصين                | ألمانيا الشرقية      | د/ر                  | بيرو                 |
| 1987  | كاليكوت، الهند          | الاتحاد السوفيتي 23– | 2 – 0             | بلغاريا              | الدنمارك             | لا مباراة مركز ثالث  | ألمانيا              |
| 1988  | سيليجري، الهند          | الاتحاد السوفيتي 23– | 2 – 0             | بولندا 23–           | بلغاريا              | د/ر                  | المجر 23–            |
| 1989  | مارغاو، الهند           | المجر 23–            | 2 – 0             | الاتحاد السوفيتي 21– | كوريا الشمالية       | لا مباراة مركز ثالث  | العراق               |
| 1991  | ثيروفانانثابورام، الهند | رومانيا              | 3 – 1             | المجر                | الاتحاد السوفيتي     | د/ر                  | الصين                |
| 1993  | تشيناي، الهند           | كوريا الشمالية       | 2 – 0             | رومانيا              | الكاميرون            | لا مباراة مركز ثالث  | فنلندا               |
| 1995  | كلكتا، الهند            | العراق               | 1 – 0             | روسيا تحت 20–        | تايلاند              | د/ر                  | الهند                |
| 1997  | كوتشي، الهند            | العراق               | 3 – 1             | أوزبكستان 20–        | الصين                | 2 – 1                | الهند                |
| 2007  | نيودلهي، الهند          | الهند                | 1 – 0             | سوريا                | قرغيزستان            | د/ر                  | بنغلاديش             |
| 2009  | نيودلهي، الهند          | الهند                | 1 – 1 (5–4)       | سوريا                | قرغيزستان            | د/ر                  | لبنان                |
| 2012  | نيودلهي، الهند          | الهند                | 2 – 2 (5–4)       | الكاميرون            | المالديف             | د/ر                  | سوريا                |

## الإحصائيات

### إجصائيات الميداليات
*   البلد المضيف (مضيف)
| المرتبة | فريق           | ذهبية | فضية | برونزية | المجموع |
| ------- | -------------- | ----- | ---- | ------- | ------- |
| 1       | روسيا          | 4     | 2    | 1       | 7       |
| 2       | الهند          | 3     | 0    | 0       | 3       |
| 3       | المجر          | 2     | 1    | 0       | 3       |
| 4       | العراق         | 2     | 0    | 0       | 2       |
| 5       | رومانيا        | 1     | 1    | 1       | 3       |
| 6       | بولندا         | 1     | 1    | 0       | 2       |
| 7       | كوريا الشمالية | 1     | 0    | 1       | 2       |
| 8       | الأوروغواي     | 1     | 0    | 0       | 1       |
| 9       | الصين          | 0     | 4    | 1       | 5       |
| 10      | سوريا          | 0     | 2    | 0       | 2       |
| 11      | الكاميرون      | 0     | 1    | 2       | 3       |
| 12      | بلغاريا        | 0     | 1    | 1       | 2       |
| 13      | يوغوسلافيا     | 0     | 1    | 0       | 1       |
| 13      | أوزبكستان      | 0     | 1    | 0       | 1       |
| 15      | كوريا الجنوبية | 0     | 0    | 2       | 2       |
| 15      | قرغيزستان      | 0     | 0    | 2       | 2       |
| 15      | ألمانيا        | 0     | 0    | 2       | 2       |
| 18      | الأرجنتين      | 0     | 0    | 1       | 1       |
| 18      | الدنمارك       | 0     | 0    | 1       | 1       |
| 18      | المالديف       | 0     | 0    | 1       | 1       |
| 18      | المغرب         | 0     | 0    | 1       | 1       |
| 18      | تايلاند        | 0     | 0    | 1       | 1       |
| 18      | فنلندا         | 0     | 0    | 1       | 1       |
| المجموع | المجموع        | 15    | 15   | 19      | 49      |